# Talk Show (romanzo)
Talk Show è un romanzo dello scrittore Luca Doninelli pubblicato nel 1996.

## Edizioni
- Luca Doninelli, Talk show, Milano, Garzanti, 1996, ISBN 88-11-62023-6 (ristampa 2003, ISBN 88-11-67734-3).